# Chronicon mundi
Le Chronicon mundi est une chronique historiographique médiévale de Castille, écrite par Luc de Tuy, chanoine de San Isidoro de León, autour de 1238. Son histoire couvre la période qui va de l'antiquité jusqu'à la conquête de Cordoue en 1236, durant le règne de Ferdinand III. On perçoit dans l'œuvre de l'évêque de Tuy (1239-1249), également appelé el tudense, l'influence de l'œuvre d'Isidore de Séville.

## Description
L'œuvre, écrite en latin, est une commande de Bérengère de Castille, la mère du roi Ferdinand. On y trouve rassemblées des données tirées d'autres chroniques postérieures à celles d'Isidore de Séville. Dans cette chronique, l'auteur soutient l'idée de l'unité des royaumes chrétiens de la Péninsule, en identifiant les habitants de son époque avec les wisigoths qui ont précédé l'invasion musulmane de 711. Elle contient une thématique similaire à l'œuvre contemporaine, écrite par Rodrigo Jiménez de Rada, archevêque de Tolède, appelée De rebus Hispaniae. Ces œuvres ont été essentielles pour la rédaction postérieure de la Estoria de España du roi Alphonse X le Sage.
L'auteur utilise comme sources les récits d'Isidore de Séville, de Hydace de Chaves et de Paul Orose, ainsi que son propre témoignage ou celui d'autres chroniqueurs de son temps, (chronique de Sampiro (en) et celle de Silos) pour les évènements contemporains.

## Éditions
Il existe une édition qui a été élaborée par le jésuite Juan de Mariana. La chronique a été également incluse dans la Hispaniae illustratae Scriptores vari que le père jésuite André Schott a publiée à Francfort en 1608.
Une autre édition date de 1926 dans laquelle Julio Puyol (es) a traduit en castillan la majeure partie de l'œuvre ; une autre de 1999, que Olga Valdés García a présentée comme sa thèse de doctorat, et encore une autre de 2003, œuvre d'Emma Falque, basée sur les dix-neuf manuscrits connus.